# Nouvel Altaï
Vous lisez un « bon article » labellisé en 2017.
Pour les articles homonymes, voir Chara.
Le Nouvel Altaï (russe : Новоалтайская), connu également sous les noms de Charysh et Chara, est une race russe de chevaux à viande. Créée par les zootechniciens soviétiques pour être élevée dans l'Altaï, en Russie, elle est plus ou moins proche du cheval de trait, sa sélection portant sur l'augmentation de son poids en viande sans perdre en rusticité. Si les prémices remontent aux années 1920, la race a été réellement sélectionnée à partir de 1978, puis officialisée en l'an 2000.
Cheval musclé doté d'une tête imposante, le Nouvel Altaï est également élevé pour son lait, et peut être employé pour la selle et la traction légère. Bien que son élevage se soit étendu au Kazakhstan, il est considéré comme une race rare, avec environ 2 000 individus recensés en 2016.

## Dénomination
Différents noms sont employés pour cette race. En russe, elle est nommée Новоалтайская / Novoaltaiskaya, traduit en français par « Nouvel Altaï ». La race a été officialisée en 2000. Les zootechniciens russes ont  notamment employé ce nom dans une publication scientifique en 2002. Le guide Delachaux indique les noms « Charysh », « Chara » (tous deux des transcriptions erronées, les correctes étant « Tcharysh » et « Tchara ») et « Producteur de l'Altaï » comme étant synonymes de « Nouvel Altaï ». Cependant, l'édition 2016 du dictionnaire en anglais de CAB International distingue le Charysh du Chara, les citant comme deux variétés à viande de la race Altaï. La base de données DAD-IS dissocie le Novoaltaiskaya du Charysh / Chara. Cette dernière dénomination provient de la rivière du même nom.

## Histoire

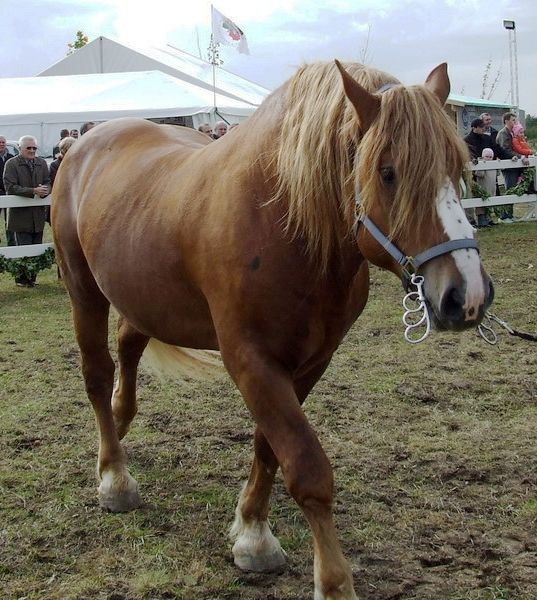
Un Trait lituanien, l'une des races à l'origine du Nouvel Altaï.

Le Nouvel Altaï est une création récente des zootechniciens russes, issue de croisements complexes. Elle vise à fournir une source de nourriture, tout en conservant des qualités de rusticité permettant un élevage en plein air intégral. Les prémices de sélection remontent aux années 1920. Dans ce but, six kolkhozes de la région sélectionnent des animaux aptes à remplir le programme d'élevage. Les premiers essais sont infructueux, l'usage intensif des étalons des fermes d'élevage sur le cheptel local réduisant la fertilité des juments poulinières, ainsi que la résistance naturelle de la race locale au climat, nécessaire à son élevage extensif en taboun. Pour résoudre le problème, les zootechniciens russes sélectionnent des animaux issus de ces croisements, mais présentant une adaptabilité à leur mode d'élevage.
En 1978, considérée comme l'année où a véritablement démarré la sélection de la race, l'évaluation de 3 100 chevaux permet de retenir 845 juments de toutes origines remplissant ces critères. Il s'agit généralement de croisements de type demi-trait. 140 étalons sont également retenus, dont seuls 15 appartiennent à une race de trait bien identifiée (dix russes, deux soviétiques et trois lituaniens), les lituaniens ayant donné les résultats considérés les meilleurs. On compte également trois croisements de traits estoniens. Les résultats de ces croisements sont à leur tour croisés avec des étalons Žemaitukas et des trotteurs. Quelques chevaux du Don et Boudienny ont influencé la race Chara, mais de façon mineure, afin d'alléger le squelette et d'améliorer la qualité des pieds. L'influence du Kouznetsk est plus importante.
En 1986, le cheptel de la race est de 1 716 juments et 33 étalons. Début 1989, il est de 1 620 juments.
En 2002, la création de la race est officiellement annoncée comme étant aboutie.

## Description
La taille va de 1,50 m à 1,57 m, (jusqu'à 1,56 m selon le Guide Delachaux). Le poids peut atteindre 670 kg.
Le Nouvel Altaï possède une tête imposante, une musculature solide, un dos et des membres forts, une croupe très musclée, et une poitrine profonde, généralement large mais parfois plus étroite. Ses sabots pouvaient présenter des fragilités, mais ils sont devenus plus solides grâce aux croisements effectués. Il existe trois types, le désiré (le plus proche du cheval de trait), l'universel et l'aborigène (le plus léger). Pour fixer la race, les types aborigènes sont généralement croisés avec le type désiré.
Ces chevaux sont traditionnellement élevés en taboun. Ils forment une race rustique et sobre, sélectionnée pour pouvoir passer l'hiver sans complément alimentaire d'origine humaine. Le taux de fertilité se situe entre 70 et 77 %.
La composition de la viande du Nouvel Altaï a fait l'objet d'études.

## Utilisations
Cette race a été sélectionnée à l'origine pour fournir de la viande de cheval, elle est donc spécialisée à cet usage, répondant à une forte demande économique interne à la Russie, mais aussi de pays extérieurs.
Toutefois, la sélection a conservé une possibilité d'utilisation sous la selle et à la traction. Le Nouvel Altaï représente un intérêt économique majeur pour les éleveurs de la région de l'Altaï, la sélection effectuée sur la race par les zootechniciens russes visant en priorité à la rendre aussi rentable que possible. Les juments fournissent aussi du lait, destiné à la transformation en koumis. Ce cheval peut être employé en tourisme équestre.
Le Nouvel Altaï est utilisé en croisement avec la race kazakhe Jabe depuis 2006, dans l'oblys de Pavlodar, au Kazakhstan, pour améliorer la productivité des chevaux à viande locaux. Ce croisement a donné des hybrides Jabe-Nouvel Altaï, dont la productivité laitière et bouchère a augmenté. De façon générale, un métissage avec le Nouvel Altaï entraîne un gain de poids vif chez le poulain allant de 40 à 110 kg.

## Diffusion de l'élevage
Le berceau de la race se situe dans la région montagneuse du kraï de l'Altaï, dans le Sud de la Sibérie. En 2008, il a été préconisé d'étendre son élevage à d'autres régions de Sibérie. L'élevage s'est aussi étendu vers le Kazakhstan.
Les effectifs de la race ne sont pas précisément connus, le recensement de 1988 donnant un cheptel situé entre 100 et 1 000 têtes ; cette même année, le Nouvel Altaï est répertorié comme étant rare et en danger d'extinction (statut « D ») auprès de la FAO. En 2002, le dictionnaire de CAB International compte le Charysh parmi les variétés de chevaux locaux sibériens rares. En 2003, le recensement des effectifs russes de Novoaltaiskaya, publié sur DAD-IS, est de 2 110 têtes. En 2016, cet effectif est probablement situé autour des 2 000 individus.
L'étude de Bonnie Lou Hendricks le signale comme une race rare et nouvelle. L'étude menée par l'Université d'Uppsala et publiée en août 2010 pour la FAO signale le « Charysh » comme une race locale en danger d'extinction (statut « D »). Sous l'intitulé Novoaltaiskaya, la race est signalée comme étant locale, et non-menacée.